# Eleição municipal de Petrolina em 1988
As eleições municipais de Petrolina em 1988 aconteceram em 15 de novembro do mesmo ano, em turno único. Pela primeira vez, todos os municípios do país elegeram seus prefeitos sem restrições. O mandato dos eleitos compreenderia o período entre 1º de janeiro de 1989 e 31 de dezembro de 1992. Na cidade já realizava eleições para prefeito regulamente mesmo durante a Ditadura militar, as nomeação pelo govenador eram restrita a capital e estâncias hidrominerais estabelecidas em lei estadual. Mas raramente candidato da oposição obteve êxito em derrota os candidato grupo politico(formado principalmente pela família Coelho) dominante e alinhado com Regime militar, saíram vitorioso após um eleição apertado contra um ex-aliado e ex-prefeito de Petrolina Diniz Cavalcanti.
Foi a terceira eleição sob a égide da Nova República e a penúltima das quatro realizadas no governo José Sarney. Foi também a primeira realizada após a promulgação da Constituição de 1988, embora sem a aplicação da regra de eleição em dois turnos.  No mesmo dia foram eleitos 16 Vereadores para a legislatura que iniciou aos 01 de janeiro de 1989 e terminou em 31 de dezembro de 1992 e  fizeram parte da Assembleia Municipal Constituinte responsáveis pela elaboração da nova lei Orgânica exigindo pelo art. 11 do Ato das Disposições Constitucionais Transitórias da Constituição brasileira de 1988.
Essa eleição foi marcado pela cisão da família Coelho entre  Osvaldo Coelho e Paulo Coelho representado na politica pelo seu filho Fernando Bezerra Coelho. 

## Candidatos a Prefeito de Petrolina
|    | Candidatos a Prefeito | Candidatos a Prefeito          | Candidatos a Prefeito | Candidatos a Vice-prefeito  | Candidatos a Vice-prefeito |
| -- | --------------------- | ------------------------------ | --------------------- | --------------------------- | -------------------------- |
| 25 |                       | Guilherme Cruz de Souza Coelho | PFL                   | Carlos Augusto Amariz Gomes |                            |
| 15 |                       | Diniz de Sá Cavalcanti         | PMDB                  |                             |                            |
| 40 |                       | Joaquim Florêncio Coelho       | PSB                   |                             |                            |
| 12 |                       | Assunção de Castro             | PDT                   |                             |                            |

## Resultados

### Prefeitos
| Candidato                      | Candidato Vice              | 1º Turno 15 de novembro de 1988 | 1º Turno 15 de novembro de 1988 |
| Candidato                      | Candidato Vice              | Votação                         | Votação                         |
| Candidato                      | Candidato Vice              | Total                           | Porcentagem                     |
| ------------------------------ | --------------------------- | ------------------------------- | ------------------------------- |
| Guilherme Cruz de Souza Coelho | Carlos Augusto Amariz Gomes | 26.382                          | 48.5%                           |
| Diniz de Sá Cavalcanti         |                             | 25.505                          | 46.9%                           |
| Joaquim Florêncio Coelho       |                             | 1.282                           | 2.4%                            |
| Assunção de Castro             |                             | 1.255                           | 2.3%                            |
| Total de votos válidos         | Total de votos válidos      | 54.421                          | 100%                            |
| Votos apurados                 |                             |                                 |                                 |
| Votos Válidos                  | Votos Válidos               | 54.421                          | 84.2%                           |
| Votos Brancos                  | Votos Brancos               | 7.561                           | 11.7%                           |
| Votos Nulos                    | Votos Nulos                 | 2.670                           | 4.1%                            |
| Total votos Apurados           | Total votos Apurados        | 64.652                          | 100%                            |
| Eleito(a)                      |                             |                                 |                                 |

| Partido | Partido | Candidato                | Votos  | Votos (%) |
| ------- | ------- | ------------------------ | ------ | --------- |
|         | PFL     | Guilherme Coelho         | 26 382 | 48,47%    |
|         | PMDB    | Diniz Cavalcanti         | 25 505 | 46,86%    |
|         | PSB     | Joaquim Florêncio Coelho | 1 282  | 2,36%     |
|         | PDT     | Assunção de Castro       | 1 255  | 2,31%     |
| Totais  | Totais  | Totais                   | 54 424 |           |

### Vereadores
|    | Vereadores Eleitos              | Partido | votos |
| -- | ------------------------------- | ------- | ----- |
| 1  | Ciro Eugênio Viana Coelho       | PFL     | 2.450 |
| 2  | José Olímpio Rodrigues          | PFL     | 1.962 |
| 3  | Francisco de Alencar Lima       | PFL     | 1.613 |
| 4  | Geomarco Coelho de Souza        | PMDB    | 1.312 |
| 5  | Miguel Antônio de Amorim        | PFL     | 1.261 |
| 6  | Francisco Granja Bezerra        | PFL     | 1.193 |
| 7  | Paulo Cavalcante Rodrigues      | PFL     | 1.171 |
| 8  | Raimundo Nonato de Aquino       | PFL     | 1.148 |
| 9  | Marcos Aurélio Leodido de Abreu | PFL     | 1.114 |
| 10 | José Batista da Gama            | PFL     | 1.072 |
| 11 | Francisco Sávio de Carvalho     | PMB     | 996   |
| 12 | Durval de Andrade Araújo        | PMDB    | 851   |
| 13 | Juarez Coelho de Amorim         | PMDB    | 835   |
| 14 | Paulo Afonso de Souza           | PMDB    | 821   |
| 15 | Antônio Carlos Teixeira Moura   | PMB     | 769   |
| 16 | Maria José de Farias Pereira    | PT      | 405   |

| Partido | Partido | Votos | Votos (%) |
| ------- | ------- | ----- | --------- |
|         | PFL     | 9     | 56,25%    |
|         | PMDB    | 4     | 25%       |
|         | PMB     | 2     | 12,5%     |
|         | PT      | 1     | 6,25%     |
| Totais  | Totais  | 16    |           |